# Columba leucomela
La paloma blanquinegra o paloma blanca y negra (Columba leucomela) es una especie de ave columbiforme de la familia Columbidae endémica del este de Australia. No se conocen subespecies.